# Lembit Rajala
Lembit Rajala (født 1. december 1970 i Tallinn, Sovjetunionen) er en estisk tidligere fodboldspiller (angriber). Han spillede 26 kampe og scorede to mål for det estiske landshold i perioden 1992-1996.
På klubplan tilbragte Rajala størstedelen af sin karriere i hjemlandet, hvor han blandt andet repræsenterede Flora og Norma i sin fødeby. Han tilbragte også flere år i Finland hos IFK Mariehamn på Ålandsøerne.
I sæsonen 1995-96 blev Rajala, repræsenterende FC Flora, topscorer i den bedste estiske række, Meistriliiga.